# Haematopus
Haematopus este un grup de păsări de baltă care formează familia Haematopodidae, care are un singur gen, Haematopus. Se găsesc pe coastele din întreaga lume, cu excepția regiunilor polare și a unor regiuni tropicale din Africa și Asia de Sud-Est. Excepții de la această regulă sunt: scoicarul eurasiatic, scoicarul lui Finsch și scoicarul magellanic, care se reproduc și în interiorul continentului.

## Taxonomie
Genul Haematopus a fost introdus în 1758 de naturalistul suedez Carl Linnaeus în cea de-a zecea ediție a lucrării sale Systema Naturae pentru a include o singură specie, scoicarul eurasiatic Haematopus ostralegus. Numele genului Haematopus provine din cuvintele grecești antice haima αἳμα, care înseamnă sânge, și pous πούς, care înseamnă picior, referindu-se la picioarele roșii ale scoicarului; acesta era folosit încă din 1555, de către Pierre Belon. Familia Haematopodidae a fost introdusă (ca subfamilia Haematopodinae) de naturalistul francez Charles Bonaparte în 1838.

## Descriere
Diferitele specii de scoicari nu prezintă variații semnificative în ceea ce privește forma sau aspectul. Lungimea lor variază între 39 și 50 de centimetri, iar anvergura aripilor între 72 și 91 cm. Scoicarul eurasiatic este, în medie, cel mai ușor, cu o greutate de 526 de grame, în timp ce scoicarul negricios este cel mai greu, cu o greutate de 819 grame. Penajul tuturor speciilor este fie complet negru, fie negru (sau maro închis) în partea superioară și alb în partea inferioară.
Scoicarul din Noua Zeelandă iese ușor din tipar, fiind fie complet negru, fie pestriț. Sunt păsări mari și zgomotoase, asemănătoare cu fluierarii, cu ciocuri masive, lungi, portocalii sau roșii, folosite pentru a sparge sau a deschide moluștele. Forma ciocului variază între specii, în funcție de dietă. Păsările cu ciocul în formă de lamă deschid sau sparg cochiliile moluștelor, iar cele cu cioc ascuțite tind să caute viermi anelizi. Ele prezintă dimorfism sexual, femelele având ciocuri mai lungi și fiind mai grele decât masculii.

## Hrană
Dieta păsărilor variază în funcție de locație. Speciile care trăiesc în interiorul continentului se hrănesc cu râme și larve de insecte. Dieta scoicarilor de coastă este mai variată, deși depinde de tipul de coastă; în estuare, bivalvele, gastropodele și viermii polichete constituie cea mai importantă parte a dietei, în timp ce scoicarii de coastă stâncoasă se hrănesc cu lipitori, midii, gastropode și chitoni. Alte prăzi includ echinoderme, pești și crabi.

## Specii
Genul conține 12 specii.
| Nume comun                 | Denumire științifică                    | Areal                             | Info                        | Statutul IUCN |
| -------------------------- | --------------------------------------- | --------------------------------- | --------------------------- | ------------- |
| scoicar                    | Haematopus ostralegus Linnaeus, 1758    | Europa, Asia și nordul Africii    | Dimensiune: Habitat: Hrană: | NT            |
| scoicar negru              | Haematopus bachmani Audubon, 1838       | Coasta de vest a Americii de Nord | Dimensiune: Habitat: Hrană: | LC            |
| scoicar negru sud-american | Haematopus ater Vieillot & Oudart, 1825 | America de Sud                    | Dimensiune: Habitat: Hrană: | LC            |
| scoicar american           | Haematopus palliatus Temminck, 1820     | America de Sud și America de Nord | Dimensiune: Habitat: Hrană: | LC            |
| scoicar african            | Haematopus moquini Bonaparte, 1856      | Africa de Sud                     | Dimensiune: Habitat: Hrană: | LC            |
| scoicar magellanic         | Haematopus leucopodus Garnot, 1826      | Sudul Americii de Sud             | Dimensiune: Habitat: Hrană: | LC            |
| scoicar cu cioc lung       | Haematopus longirostris Vieillot, 1817  | Australia                         | Dimensiune: Habitat: Hrană: | LC            |
| scoicarul lui Finsch       | Haematopus finschi Martens, 1897        | Noua Zeelandă                     | Dimensiune: Habitat: Hrană: | LC            |
| scoicar din Noua Zeelandă  | Haematopus unicolor Forster, 1844       | Noua Zeelandă                     | Dimensiune: Habitat: Hrană: | LC            |
| scoicar negricios          | Haematopus fuliginosus Gould, 1845      | Australia                         | Dimensiune: Habitat: Hrană: | LC            |
| scoicar din Chatham        | Haematopus chathamensis Hartert, 1927   | Insulele Chatham                  | Dimensiune: Habitat: Hrană: | EN            |
| †scoicar din Canare        | Haematopus meadewaldoi Bannerman, 1913  | Insulele Canare                   | Dimensiune: Habitat: Hrană: | EX            |